# Jamba (arquitetura)

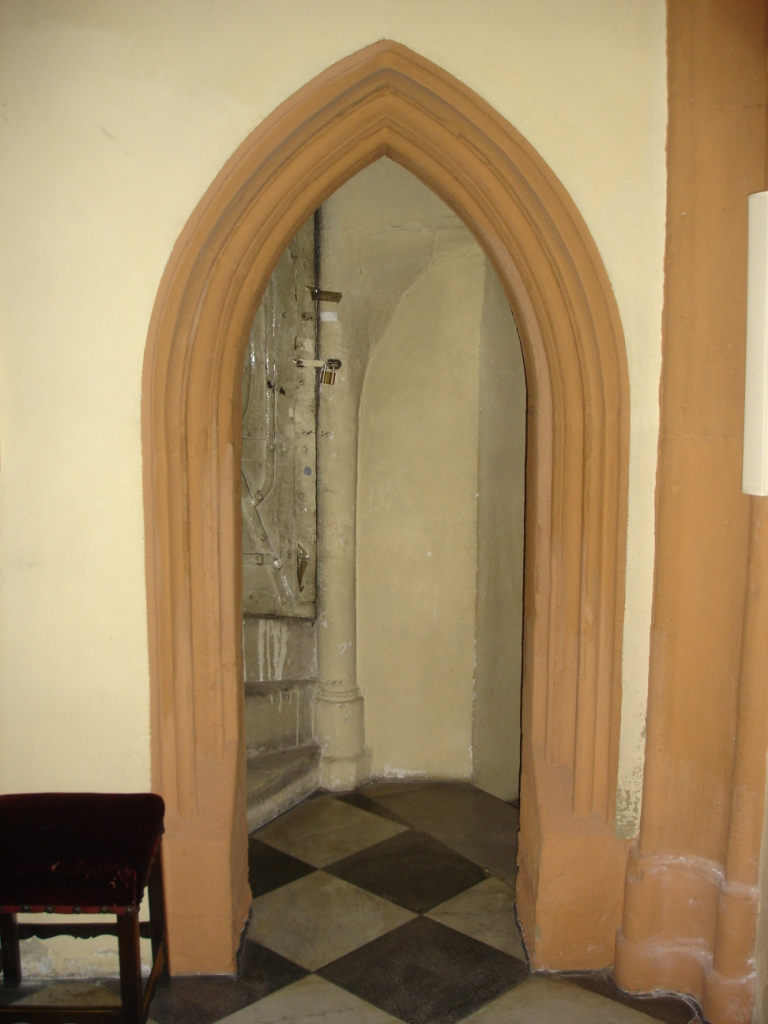
Jamba de uma porta gótica.

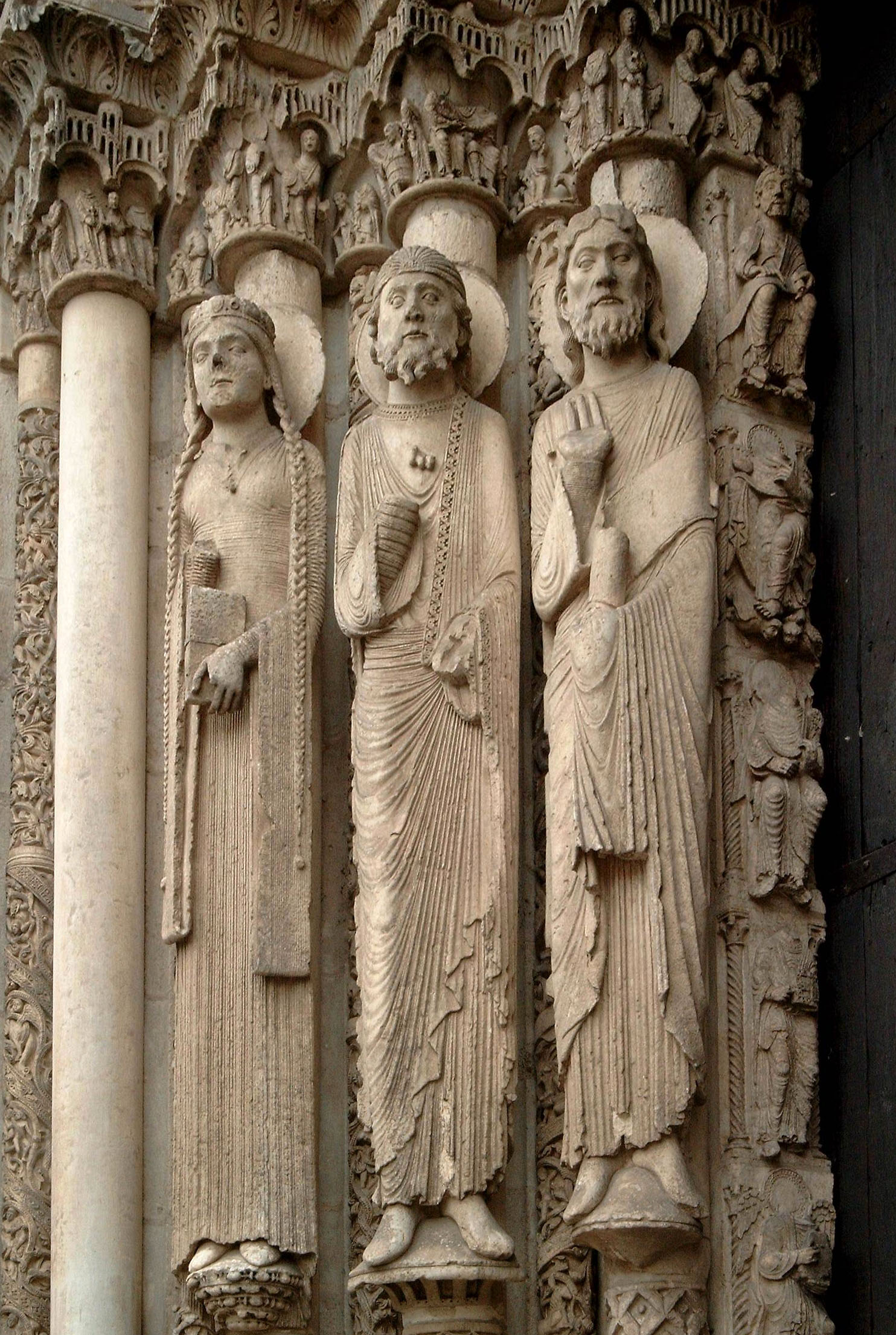
Tímpano central, catedral de Chartres, França

A jamba é um elemento vertical, como uma coluna por exemplo, que faz de ombreira do vão de uma janela, porta ou lareira. O material usado em uma jamba depende de onde será usada, sendo a madeira o material usual em ambientes residenciais e o metal em usos comerciais.
As estátua de jambas são figuras esculpidas no batente de uma porta ou janela. Estas estátuas são geralmente figuras humanas, figuras religiosas ou líderes seculares ou eclesiásticos, e remontam à arquitetura pré-românica com significativa utilização na românica e gótica. As jambas fazem geralmente parte de um portal, acompanhados por lintel e tremó.
Dois exemplos vulgarmente conhecidos de estátuas de jamba são as da Catedral de Chartres e as da Catedral de Reims; ambos os locais ficam em França.
As estátuas nas jambas da Catedral de Chartres compõem um portal real. As estátuas de jamba são também conhecidas no passado por contribuírem para a representação de estratos sociais a diferentes níveis.